# Steidenbach
Der Steidenbach  ist ein etwa 2,8 km langer, östlicher und rechter Zufluss der Erms im baden-württembergischen Landkreis Esslingen.

## Geographie

### Verlauf
Der Steidenbach entsteht östlich von Bempflingen und nordöstlich von Kleinbettlingen im Waldgebiet Jungholz auf einer Höhe von ca. 365 m ü. NHN. Der Bach fließt in südwestliche Richtung durch eine offene Kulturlandschaft nordwestlich an Kleinbettlingen vorbei. Teilweise bildet er die Gemarkungsgrenze zwischen Bempflingen und Kleinbettlingen. Er unterquert die Kleinbettlinger Straße sowie die Bahnlinie der Neckar-Alb-Bahn und fließt unterhalb der Bahnstrecke am südlichen Ortsrand von Bempflingen. Unterhalb der Unterquerung der Metzinger Straße fließt er noch ca. 320 m innerorts bis zu seiner Mündung auf einer Höhe von 311 m ü. NHN in den Bempflinger Mühlkanal, ein Nebengerinne der Erms.
Der 2,8 km lange Lauf des Steidenbachs endet etwa 54 Höhenmeter unterhalb seiner Quelle, er hat somit ein mittleres Sohlgefälle von etwa 20 ‰.

### Einzugsgebiet
Das Einzugsgebiet ist rund 2,6 km² groß und gehört naturräumlich gesehen zum Erms-Steinach-Albvorland in der Haupteinheit Mittleres Albvorland. Sein mit etwa 461,6 m ü. NHN höchster Punkt liegt im Osten auf einem schlicht Berg genannten Vulkankegel auf der Gemarkung von Grafenberg.
Es grenzt im Osten und Norden an das Einzugsgebiet der Autmut, die abwärts der Erms ebenfalls in den Neckar mündet. Im Süden grenzt das Einzugsgebiet des Ettwiesenbachs, im Norden das des Krotenbachs an, also des nächstoberen bzw. nächstunteren rechten Zuflusses der Erms.

## Geologie
Im Untergrund des Einzugsgebietes liegen Formationen des mittleren und unteren Juras, beginnend im Osten mit der Achdorf-Formation bis zur Psilonotenton-Formation, die im Mündungsbereich angeschnitten ist. Im äußersten Osten steht mit dem Grafenberger Berg ein Vulkankegel des Schwäbischen Vulkans mit vulkanischer Brekzie. Teilweise sind die Ausgangsgesteine durch Löß oder Lößlehme überdeckt.

### LUBW
Amtliche Online-Gewässerkarte mit passendem Ausschnitt und den hier benutzten Layern: Lauf und Einzugsgebiet des Steidenbachs

Allgemeiner Einstieg ohne Voreinstellungen und Layer: Daten- und Kartendienst der Landesanstalt für Umwelt Baden-Württemberg (LUBW) (Hinweise)
1. 1 2 3  Höhe ermittelt über WPS-Prozess (Geländehöhe).
2. ↑  Länge nach dem Layer Gewässernetz (AWGN).
3. ↑  Einzugsgebiet nach dem Layer Basiseinzugsgebiet (AWGN).

### Andere Belege
1. ↑  Friedrich Huttenlocher, Hansjörg Dongus: Geographische Landesaufnahme: Die naturräumlichen Einheiten auf Blatt 170 Stuttgart. Bundesanstalt für Landeskunde, Bad Godesberg 1949, überarbeitet 1967. → Online-Karte (PDF; 4,0 MB)
2. ↑  Geologie nach den Layern zu Geologische Karte 1:50.000 auf: Mapserver des Landesamtes für Geologie, Rohstoffe und Bergbau (LGRB) (Hinweise)